# Andreas Wolff
Andreas Wolff (født 3. marts 1991 i Euskirchen) er en tysk håndboldspiller, der spiller for polske Vive Kielce og Tysklands håndboldlandshold. Han er målmand.

## Karriere

### Klubber
Wolffs første store klub var TV Großwallstadt, som han spillede for, til han i 2013 skiftede til HSG Wetzlar. Efter tre sæsoner i denne klub gik turen til det tyske storhold, THW Kiel. Efter tre sæsoner i den nordtyske klub skrev han kontrakt med polske Vive Kielce fra sommeren 2019.
Med Kiel spillede han 102 ligakampe og vandt den tyske pokalturnering to gange samt European League i 2019. Med Kielce har han været polsk mester i foreløbig tre sæsoner, polsk pokalmester én gang samt været i finalen i EHF Champions League i 2022 (hvor Kielce tabte efter straffekast til FC Barcelona).
I 2019 blev han udnævnt anføre i Kielce.

### Landshold
Wolff fik landsholdsdebut på det tyske B-landshold i 2013 og på A-landsholdet i januar 2014. Han var med på landsholdet til EM i Polen 2016, hvor Tyskland vandt guld og han kom på all-star holdet som bedste målvogter.
Derpå var han med det tyske hold til OL 2016 i Rio de Janeiro, hvor Tyskland først vandt sin indledende pulje og derpå kvartfinalen over Qatar. I semifinalen tabte tyskerne til Frankrig (der senere tabte finalen til Danmark), men de sikrede sig bronze med sejr over Polen i kampen om tredjepladsen.
Han var desuden med til VM 2017, 2017 og 2021, EM 2020 og 2022 (hvor han dog kun fik to kampe efter at være blevet ramt af COVID-19) samt OL 2020 (afholdt i 2021) - i ingen af disse slutrunder vandt Tyskland medaljer.